# Fischer (Beruf)

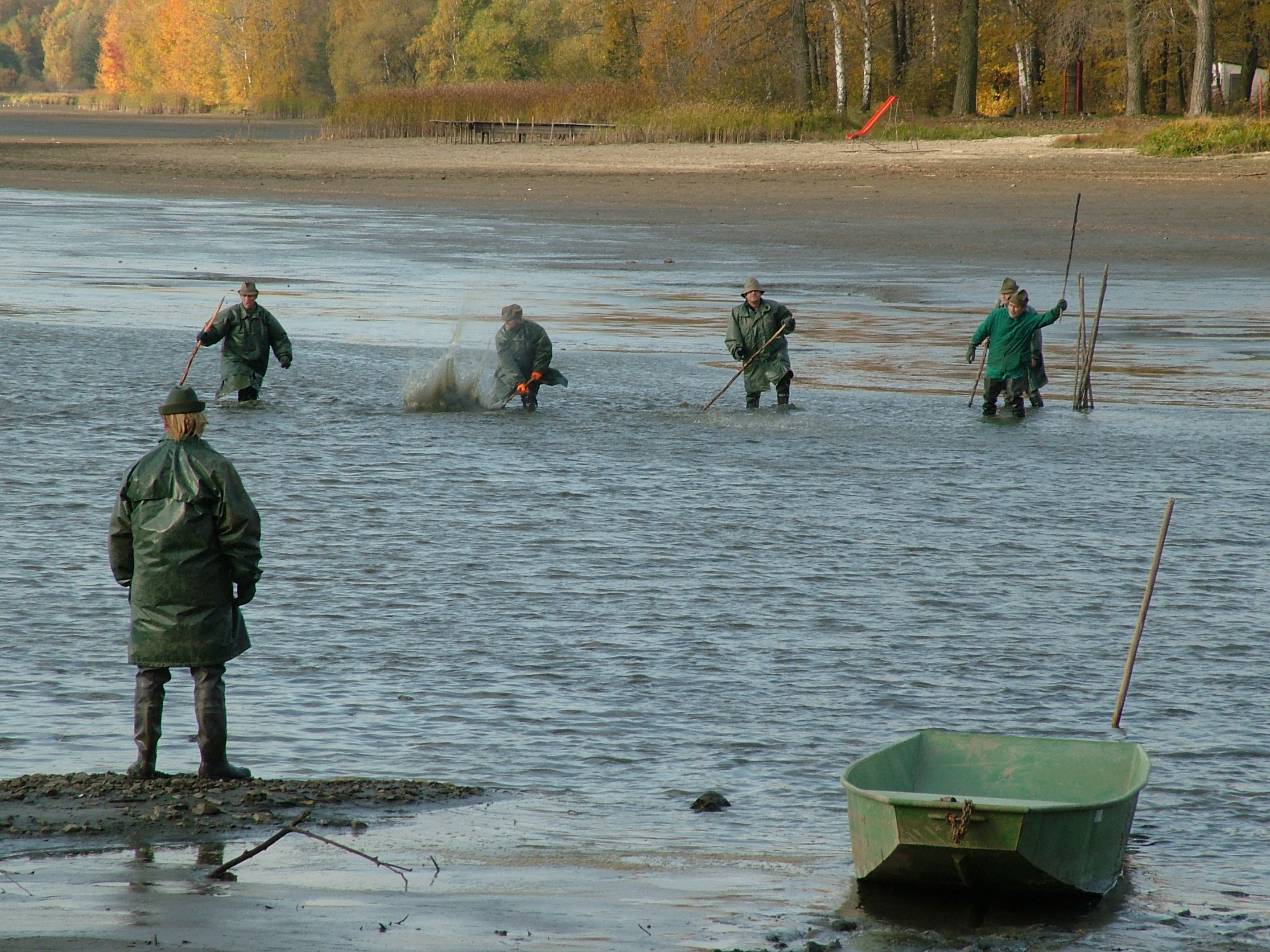
Fischer in der Krain

Ein Fischer betreibt Fischerei. Im Gegensatz zum Berufsfischer (auch Erwerbsfischer) übt der Sportfischer den Fischfang als Freizeitbeschäftigung aus.

## Geschichte
Die Tätigkeit als Fischer ist bereits für die frühesten menschlichen Gesellschaftsformen der Wildbeuter anzunehmen. Den Beruf des Fischers gibt es oft schon in Gesellschaften mit nur geringer Arbeitsteilung. Er setzt den Besitz und die Beherrschung ganz spezieller Arbeitsmittel wie Fischerboot, Piroge oder Fischkutter sowie von Fischernetzen voraus. Fischer bildeten in einigen Gesellschaften ähnlich den Grundberufen Schmied oder Heiler oft eine Art eigener Kaste oder werden von einer bestimmten Ethnie ausgeübt. In Westafrika gibt es zum Beispiel am Niger das Fischervolk der Bozo. Ebenso gibt es in Indien Fischerkasten oder -völker.

## Rechtliches
Das Fischereirecht in Deutschland ist Ländersache. Die entsprechenden rechtlichen Grundlagen sind in den Landesfischereigesetzen festgelegt. Die Fangquoten werden allerdings für ganz Europa auf der EU-Ebene erlassen; denn sie gehören zur Gemeinsamen Fischereipolitik (GFP) der EU. Die Quoten sollen den Fischbestand erhalten und den Markt regulieren.

## Fischer als literarische Figuren
Da Fischer über Jahrtausende hinweg in vielen Gegenden maßgeblich zur Ernährung der Bevölkerung beigetragen haben, fanden sie Eingang in die Literatur. Bekannt sind Simon Petrus in der Bibel, Vom Fischer und seiner Frau der Gebrüder Grimm, die Erzählung Der alte Mann und das Meer von Ernest Hemingway und Gorch Focks Seefahrt ist Not für die beginnende deutsche Hochseefischerei des ausgehenden 19. Jahrhunderts. Bonnie-Sue Hitchcock, die selber den Beruf viele Jahre ausgeübt hat, widmet der Beschreibung von Tätigkeiten an Bord in ihrem Jugendroman Der Geruch von Häusern anderer Leute (2016) einige Kapitel, und zwar sowohl der Hochseefischerei nach Lachsen im Alexanderarchipel als auch der Flussfischerei im Yukon River mittels Reusen.

## Galerie

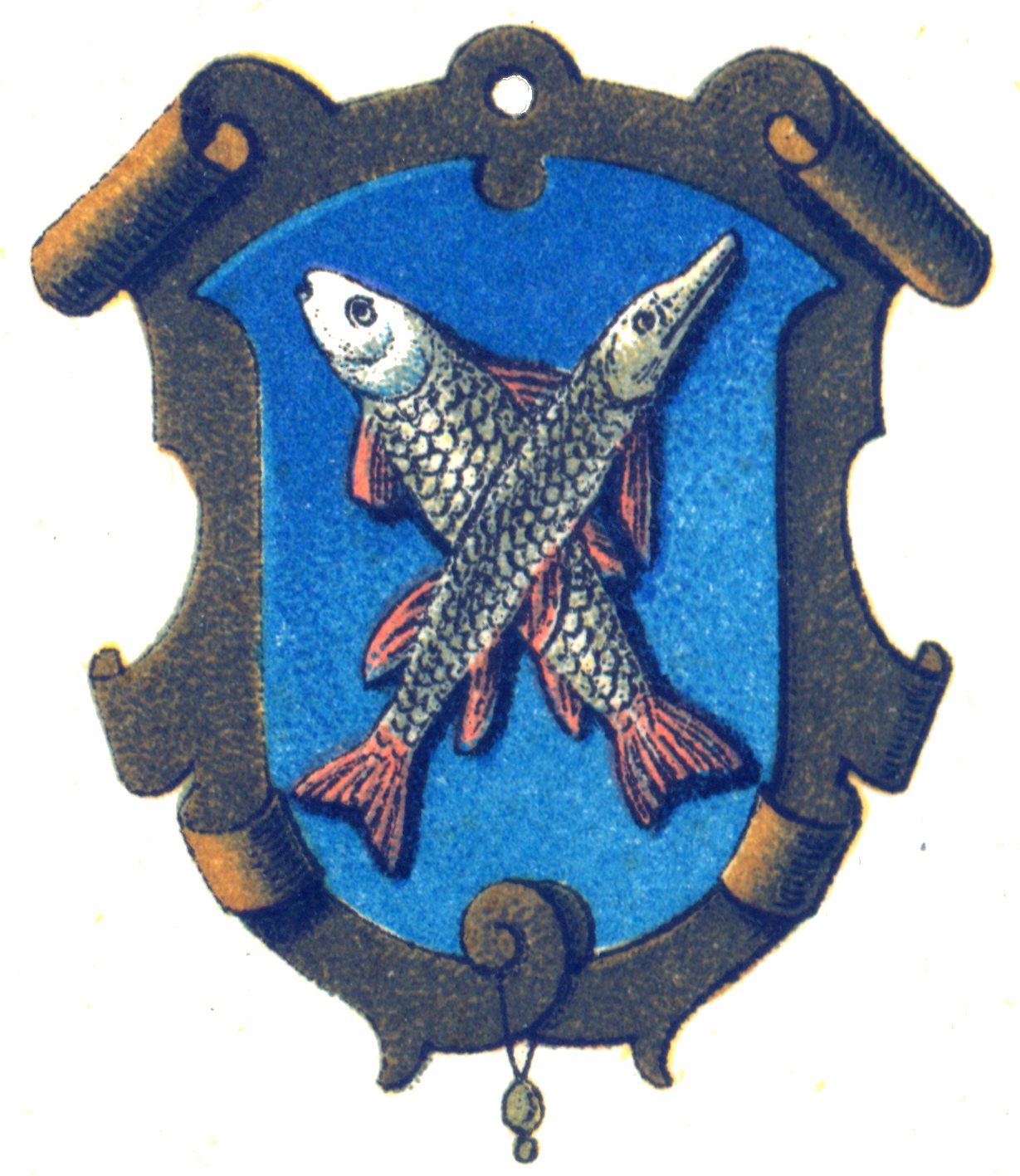
Zunftwappen
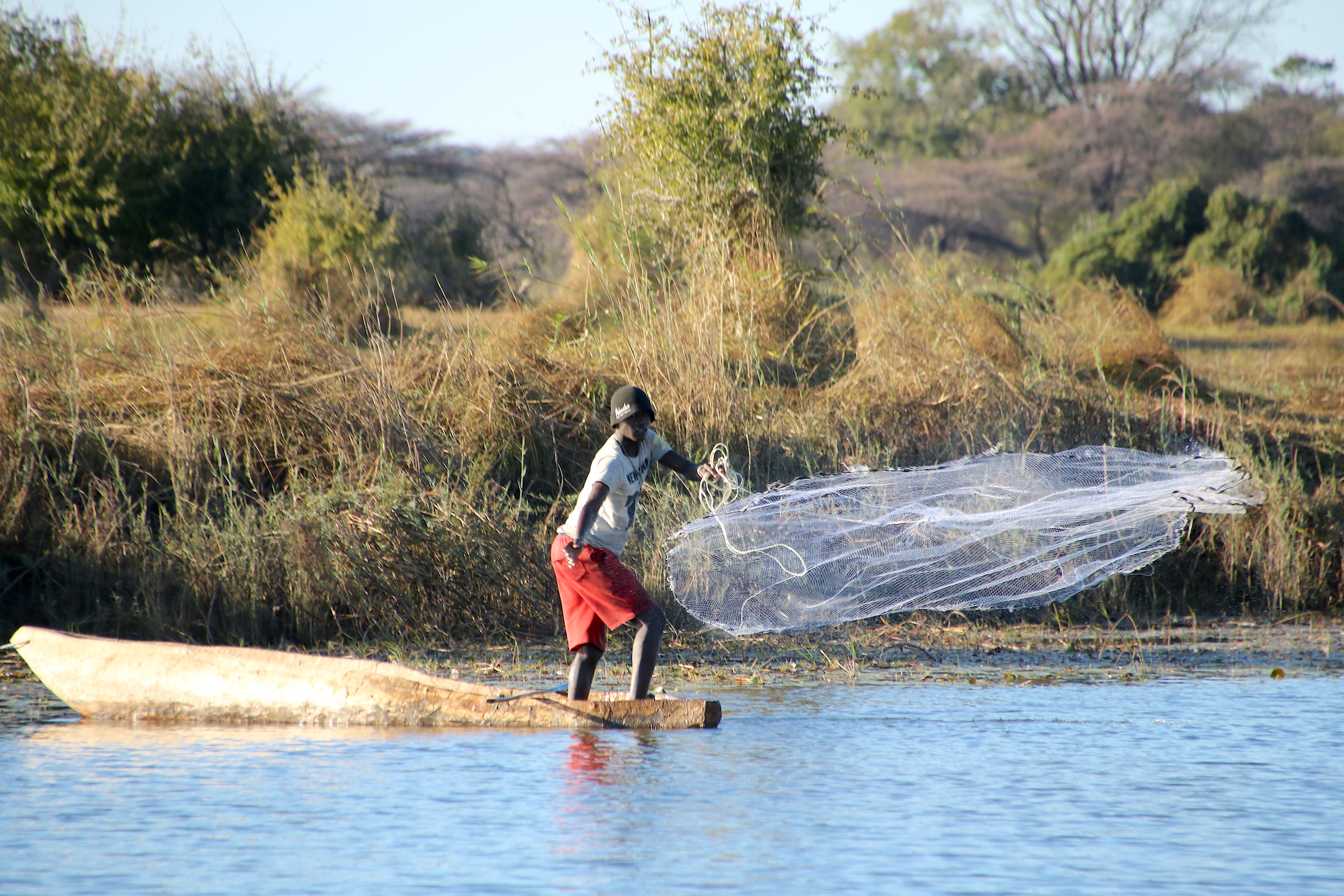
Okavango (2018)
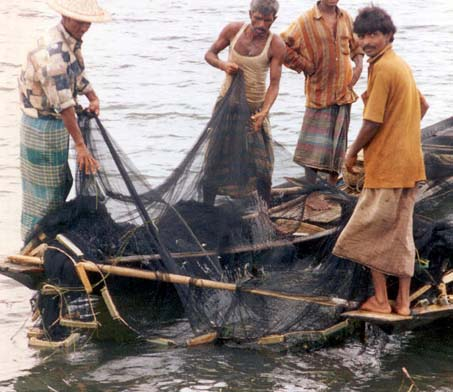
Bangladesh